# 曼斯菲爾德角
60°39′S 45°44′W / 60.650°S 45.733°W
曼斯菲爾德角（英語：Mansfield Point）是南極洲的海岬，位於南奧克尼群島的科羅內申島南岸，在1933年由英國研究隊繪入地圖，以氣象學家命名，現時由南極條約體系管理。